# Constitución de Burkina Faso

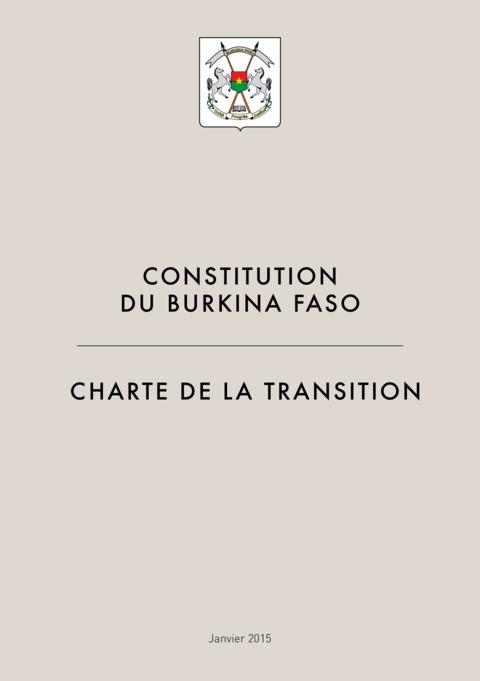
Constitución de Burkina Faso

La Constitución de Burkina Faso fue aprobada por referéndum el 2 de junio de 1991 y promulgada el 11 de junio de 1991.
La constitución establece un sistema de gobierno semipresidencial con un parlamento unicameral, compuesto por la Asamblea Nacional (Assemblée Nationale), que puede ser disuelto por el presidente de la República.

## Historia
Anterior a la constitución vigente, el país ha tenido otros textos constitucionales, promulgados en 1958, 1970 y 1974, todos durante el periodo en que el país se llamaba Alto Volta, nombre que fue cambiado por el actual en 1984.
En 1991 el presidente Blaise Compaoré dictó la nueva constitución, que ha sido reformada en cinco oportunidades; 1997, 2000, 2002, 2009 y 2012. La reforma de abril de 2000 acortó la duración del período presidencial de 7 a 5 años, mientras que la enero de 2002 abolió la cámara alta del parlamento, la Cámara de los Representantes (Chambre des Représentants), dejando al poder legislativo con un sistema unicameral consistente en la Asamblea Nacional.
A mediados de 2014, Compaoré intentó reformar nuevamente la constitución para poder implantar la reelección presidencial indefinida, sin embargo, una serie de protestas impidieron el cambio y provocaron su dimisión del cargo.
En diciembre de 2023, el gobierno adoptó un nuevo proyecto de revisión de la constitución, en particular relegando el francés como lengua de trabajo y aboliendo el Tribunal Superior de Justicia, que juzga a figuras políticas. En octubre de 2024, el Parlamento de transición autoriza una modificación de la Constitución. Antes de ser presentado al Consejo Constitucional y luego promulgado por el presidente Ibrahim Traoré. El 21 de noviembre de 2024, el presidente de transición Ibrahim Traoré promulgó la ley, que lleva el proyecto de revisión constitucional, para la entrada en vigor de la nueva constitución revisada, a partir del 30 de noviembre de 2024.